# Clinodiplosis examinis
Clinodiplosis examinis är en tvåvingeart som beskrevs av Ephraim Porter Felt 1913. Clinodiplosis examinis ingår i släktet Clinodiplosis och familjen gallmyggor. Inga underarter finns listade i Catalogue of Life.